# 武蔵野警察署
武蔵野警察署（むさしのけいさつしょ）は、警視庁が管轄する警察署の一つである。第八方面本部所属。
署員数約310名。識別章所属表示はUK。

## 所在地
- 東京都武蔵野市中町二丁目1番2号

## 管轄区域
- 武蔵野市一円

## 沿革
- 1944年（昭和19年）4月21日 - 田無警察署を武蔵野警察署と改称。
- 1946年（昭和21年）3月15日 - 警視庁武蔵野警察署として吉祥寺3008番地に発足。管轄区域は武蔵野町、三鷹町、小金井町。従来の武蔵野警察署は田無警察署に改称。
- 1948年（昭和23年）
  - 3月6日 - 新庁舎が落成。吉祥寺3067番地に移転、事務開始。
  - 3月7日 - 警察法の施行により、自治体警察武蔵野市警察署となる。
- 1954年（昭和29年）7月1日 - 警察法改正により警視庁武蔵野警察署となる。
- 1971年（昭和46年）2月27日  - 旧庁舎が落成（建替）、事務開始。
- 2001年（平成13年）4月16日 - 仮庁舎（緑町2-2-29）へ移転。
- 2004年（平成16年）7月6日 - 現庁舎が落成、仮庁舎より移転。

## 組織
- 警務課
- 会計課
- 交通課
- 警備課
- 地域課
- 刑事組織犯罪対策課
- 生活安全課

## 交番
- 吉祥寺駅西口交番（武蔵野市御殿山1丁目1番2号）
- 吉祥寺駅東口交番（武蔵野市吉祥寺南町2丁目1番4号）
- 南町交番（武蔵野市吉祥寺南町3丁目32番4号）
- 八幡宮西交番（武蔵野市吉祥寺本町2丁目15番18号）
- 三鷹駅北口交番（武蔵野市中町1丁目14番3号）
- 緑町交番（武蔵野市吉祥寺北町5丁目11番30号）
- 八幡町交番（武蔵野市八幡町4丁目1番6号）
- 武蔵境駅前交番（武蔵野市境南町2丁目2番1号） - 旧:武蔵境駅南口交番
- 桜堤交番（武蔵野市桜堤2丁目1番18号）

## 駐在所
- 東町駐在所（武蔵野市吉祥寺東町2丁目33番22号）
- 稲荷前駐在所（武蔵野市吉祥寺東町4丁目7番30号）
- 三谷通駐在所（武蔵野市西久保2丁目13番8号）
- 関前駐在所（武蔵野市関前5丁目15番16号）

## 地域安全センター
- 本町地域安全センター（武蔵野市吉祥寺本町4丁目31番5号）2007年4月1日に本町四丁目交番から転換。
- 西久保地域安全センター（武蔵野市西久保3丁目8番10号）2007年4月1日に西久保交番から転換。